# Radiostacja

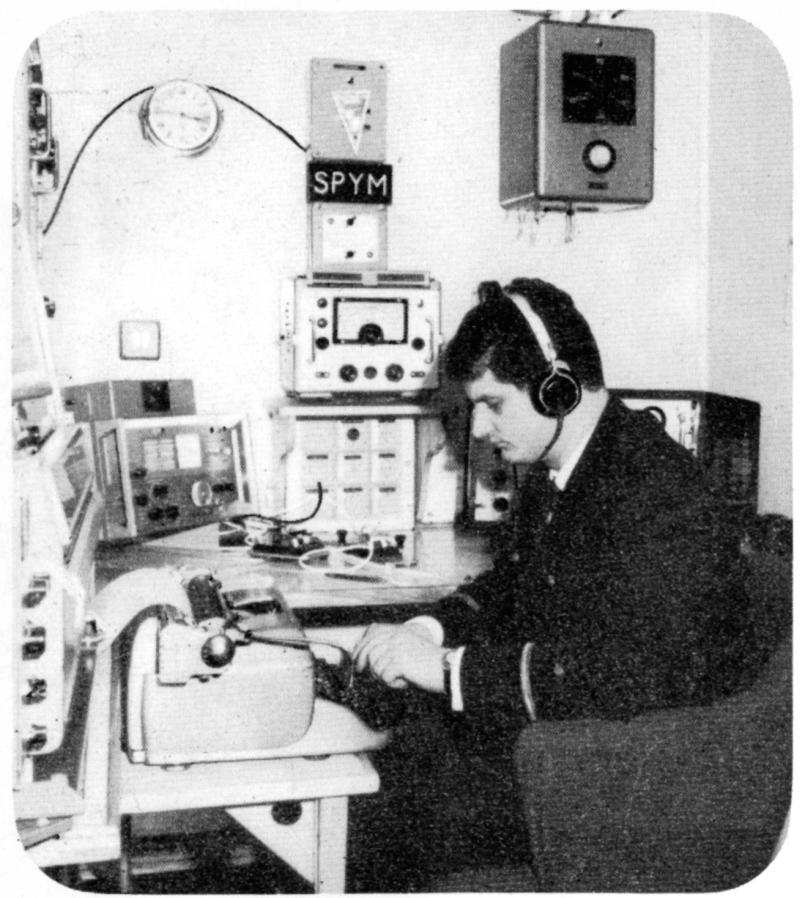
Radiostacja nadawczo-odbiorcza na transatlantyku TSS Stefan Batory, ok. 1970 r.

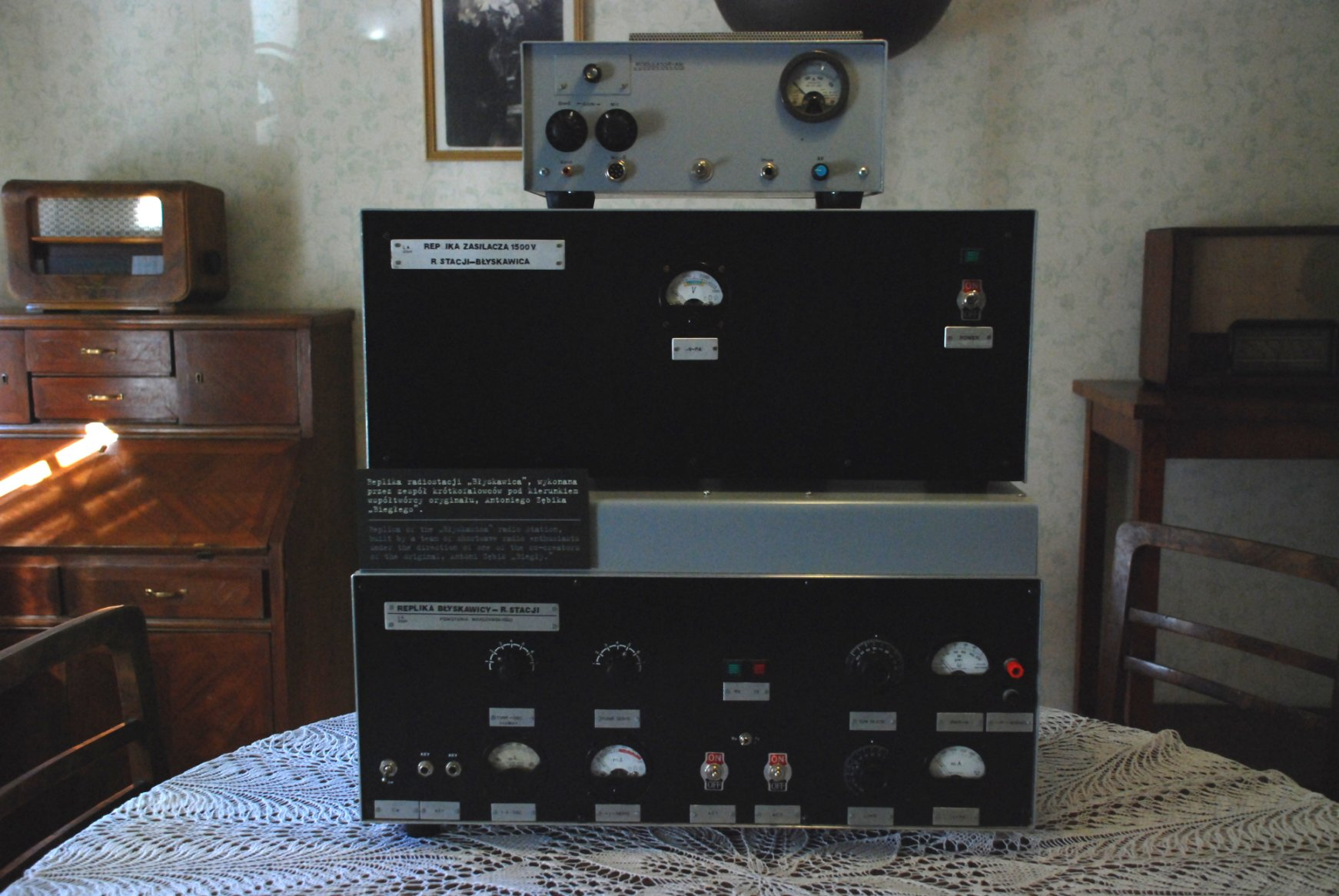
Replika radiostacji Błyskawica

Radiostacja – zestaw urządzeń do nadawania lub odbierania sygnałów radiowych. Składa się z nadajnika lub odbiornika radiowego, anteny, linii kablowych itp. Czasami zalicza się do niej także budynki, w których się znajduje. Uproszczoną wersją radiostacji są radiotelefony.
Radiostacje dzieli się na:
- radiostacja nadawcza
- radiostacja odbiorcza
- radiostacja nadawczo-odbiorcza (transceiver)

Zasięg radiostacji, tj. odległość, w jakiej mogą być odbierane sygnały nadawane przez radiostację, zależy od mocy nadajnika i czułości odbiornika, parametrów anteny nadawczej i odbiorczej, zakresu używanych fal, propagacji, na którą mają wpływ zakłócenia przemysłowe, pogoda, pora roku i dnia, ukształtowanie i pokrycie terenu oraz wiele innych czynników.
Ze względu na zastosowanie rozróżnia się:
- radiostacje foniczne – głównie nadawcze, zwykle przystosowane do emitowania fal radiowych o jednej częstotliwości;
- komunikacyjne – nadawczo-odbiorcze, z reguły łatwo przestrajane na różne częstotliwości.

Z uwagi na warunki pracy oraz miejsce zainstalowania radiostacje dzieli się na:
- stacjonarne,
- ruchome (pokładowe, przewoźne i przenośne).